# Tatort: Sonnenwende
Sonnenwende ist ein Fernsehfilm aus der Krimireihe Tatort. Der vom Südwestrundfunk produzierte Beitrag ist die 1058. Tatort-Episode und wurde am 13. Mai 2018 im Ersten ausgestrahlt. Das Freiburger Ermittlerduo Tobler und Berg ermittelt seinen zweiten Fall.

## Handlung
Die Familie Böttger bewirtschaftet im Schwarzwald mit großem Einsatz einen Bauernhof, naturnah und den bäuerlichen Traditionen verbunden. Als die älteste Tochter Sonnhild plötzlich stirbt, untersuchen Franziska Tobler und Friedemann Berg den Todesfall.
Berg kennt Volkmar Böttger schon seit der Schulzeit und ist beeindruckt davon, wie einsatzfreudig und prinzipienstark der Jugendfreund seine große Familie und den Hof managt. Weil die Gerichtsmedizinerin einen Verdacht auf falsche Diabetesbehandlung gegen den Arzt der Böttgers nicht bestätigt, ist Berg erleichtert, dass die Familie in Ruhe trauern kann. Franziska Tobler allerdings hält die Aussagen des Arztes für Schutzbehauptungen und hat auch noch weitere Anhaltspunkte, um die Ermittlungen am Laufen zu halten, denn das Opfer war schwanger, was erst bei der Obduktion festgestellt wurde. Zudem ist das Verhalten von Torsten Schmidt, Sonnhilds auf dem Hof lebendem Verlobten, und der jüngeren Schwester Mechthild auffällig. Beide reagieren ausweichend auf Fragen nach Sonnhilds Leben und ihrer Krankheit. Überhaupt kommt Tobler das völlig auf den Hof und die Gemeinschaft konzentrierte Leben der Böttgers merkwürdig vor. Berg dagegen stammt selbst von einem Schwarzwaldhof und kann den Einsatz für die kleinbäuerliche Landwirtschaft und die Inbrunst, mit der Böttger davon redet, eher nachvollziehen. Zumal Volkmar ihn mit offenen Armen aufnimmt, die frühere Freundschaft wieder aufleben lassen will und mit der ganzen Familie tatkräftig bei Bergs Zibärtle-Ernte mithilft.
Als Tobler herausfindet, dass Torsten Schmidt einer Heimatschutzstaffel angehört und einschlägig vorbestraft ist, schaut jedoch auch Berg genauer hin. Dabei kommt zutage, dass in der Vergangenheit ein V-Mann zu Tode kam, der ebenfalls an Diabetes gestorben war und der Heimatschutzstaffel angehörte. Ihr Verdacht, dass auch Schmidt als V-Mann für die Polizei arbeitet, bestätigt sich, doch müssen sie dies aus Staatsschutzgründen weiter geheim halten. Die Kommissare entdecken allmählich nicht nur Ungereimtheiten bei den Aussagen der Böttgers über Sonnhilds letzte Monate und ihren Tod, sondern auch bei deren Einstellungen, die stark an Haltungen völkischer Siedler erinnern. Berg erkennt, dass sein alter Freund ihn mehr und mehr auf seine Seite ziehen will. Da ein großes Vernetzungstreffen ihrer Gruppe geplant ist, hofft Böttger auf Bergs wohlwollende Unterstützung.
Nachdem Sonnhilds Schwester den Kommissaren das Handy der Toten zukommen lässt, das unter anderem ein Video von Sonnhild mit einem ausländischen Flüchtling zeigt, konzentrieren sich die Ermittlungen immer mehr auf Torsten Schmidt. Dieser hatte herausgefunden, dass seine Freundin ihm untreu gewesen war und geplant hatte, den Hof und die Gemeinschaft zu verlassen. Diesen Verrat konnte und wollte er nicht zulassen. Wie Tobler herausfindet, erzeugt ein bestimmtes Rattengift in geringer Dosierung einen Diabetestyp 3, woran die Betroffenen dann gestorben waren. Als Schmidt verhaftet werden soll, flieht er in den Wald, wo er nach längerer Suche tot aufgefunden wird.
Unklar bleibt, ob sich Schmidt selbst getötet hat oder ob ein Verbindungsmann des Staatsschutzes oder der Heimatschutzstaffel seine Finger im Spiel hatte.

## Hintergrund
Der Film wurde vom 23. Oktober 2017 bis zum 17. November 2017 in Oberried, St. Blasien und in Baden-Baden gedreht. Die Premiere fand am 2. Mai 2018 im Europa-Park Rust statt.
Dieser Tatort zeigt starke Parallelen zur Artgemeinschaft – Germanische Glaubens-Gemeinschaft wesensgemäßer Lebensgestaltung und dem Fall Olivia Pilhar, bei dem ein Mädchen an Diabetes gestorben war.

## Rezeption

### Kritiken
Christian Buß Spiegel Online urteilte: „von Der Schwarzwald-'Tatort' […] verliert bei aller Stimmigkeit des Settings gegen Ende ein bisschen an Schärfe. Auch wenn der schleichende Einbruch des Rassismus ins Artenidyll visuell bestechend in Szene gesetzt ist – die Verstrickungen mit V-Männern und Staatsschutz wirken pflichtschuldig angepappt, so als wolle man die etwas langsameren Denker im Publikum überzeugen, dass die Bauern wirklich böse sind.“
Bei Die Zeit wertete Matthias Dell: „Das ganze Reichs-Bio-Blut-und Bodenwesen wird also angestaunt wie ein eben gelandetes Ufo aus den Fernen des Alls […]. An dieser Stelle lässt sich wieder einmal registrieren, dass der Tatort dem Theater näher steht als der Fernsehserie: Die Figuren fangen immer wieder bei Null an, statt im Laufe der Reihe Entwicklungen durchzumachen.“
Elmar Krekeler von der Zeitschrift WELT sieht in diesem Tatort: „Schöne Bilder, schöner Wald, fiese Ahnungen, feines Spiel. Ein Horrorfilm.“
Bei der FAZ meinte Oliver Jungen: „Das neue ‚Tatort‘-Team aus Freiburg bleibt sich treu: Der zweite, atmosphärisch dichte Fall ist nicht weniger düster als der Auftakt.“
Ähnlich sah das auch Thomas Gehringer von Tittelbach.tv und schrieb: „Wie im ersten Film ‚Goldbach‘ ist auch dieser zweite Schwarzwald-‚Tatort‘ ein gutes Beispiel für einen Reihen-Krimi, der sich sowohl thematisch wie ästhetisch ganz auf seine Landschaft einlässt, in der er spielt. Und der etwas erzählen will vom Leben in dieser Landschaft und von den Menschen, die von ihr geprägt werden. Bilder, Stimmung, Tempo.“ „Ein facettenreicher, bildstarker ‚Landschafts-Krimi‘, der auch bei scheinbar abgegrasten Motiven wie der V-Mann-Affäre eigene Wege geht.“

### Einschaltquoten
Die Erstausstrahlung von Sonnenwende am 13. Mai 2018 wurde in Deutschland von 8,02 Millionen Zuschauern gesehen und erreichte einen Marktanteil von 24,1 % für Das Erste.